# Baalzebub baubo
Baalzebub baubo är en spindelart som beskrevs av Jonathan Coddington 1986. Baalzebub baubo ingår i släktet Baalzebub och familjen strålspindlar. Inga underarter finns listade.